# Pedro de Meneses, 1.º Conde de Vila Real
D. Pedro de Meneses, 3º Senhor e 1º Conde de Vila Real e 2º Conde de Viana do Alentejo (c. 1370 – Ceuta, 22 de Setembro de 1437) foi um militar e nobre português, filho de D. João Afonso Telo de Meneses, 1º conde de Viana do Alentejo, e de sua mulher Maior Portocarrero, 2ª Senhora de Vila Real, e neto de D. João Afonso Telo de Meneses, Conde de Ourém.
Era primo de Leonor Teles, rainha de Portugal.
Durante a Guerra da Independência, enquanto decorreu a chamada Crise de 1383–1385 em Portugal, por seu pai ter tomado o partido de Castela foi viver para lá, onde terá sido feito conde de Aguilar e de Aillón.
Quando regressou a Portugal, foi agraciado com o título de Conde de Vila Real por D. João I de Portugal em 1424.
Após a tomada de Ceuta, tornou-se o seu primeiro governador e o 7º Almirante de Portugal jure uxoris pelo seu quarto casamento.

## Lenda
Enquanto D. João I de Portugal estava escolhendo os governadores, depois da Conquista de Ceuta em 2 de setembro de 1415 (comemorada no Dia de Ceuta), o jovem Pedro estava por perto, jogando distraidamente choca (uma espécie de hóquei medieval) com um taco de zambujeiro ou aleo (oliveira silvestre). Pedro de Meneses deu um passo à frente e se aproximou do rei com seu taco de jogo (aleo) na mão e lhe disse que, com apenas esse taco, ele poderia defender Ceuta de todo o poder de Marrocos. Como resultado dessa história, todos os futuros governadores portugueses de Ceuta receberiam um zambujeiro como símbolo de seu cargo após a investidura. O aleo usado por Pedro é mantido na Igreja de Santa María de África em Ceuta. A estátua de Maria segura o aleo.

## Casamentos e descendentes
Casou-se por quatro vezes e deixou a seguinte descendência:
- Do casamento com Margarida de Miranda, filha de Martinho Afonso Pires de Miranda, bispo de Coimbra e arcebispo de Braga:
  - Beatriz de Meneses, 2.ª condessa de Vila Real, casou com  Fernando de Noronha, 2.º conde de Vila Real;
  - Leonor de Meneses, casou com Fernando II, Duque de Bragança.

- Do casamento com Filipa Coutinho, filha de Gonçalo Vasques Coutinho, 2.º marechal de Portugal, senhor do couto de Leomil, não houve descendência;

- Do casamento com Brites Coutinho, filha de Fernando Martins Coutinho, senhor de Castelo Rodrigo:
  - Isabel Coutinho, senhora de Mafra e Enxara dos Cavaleiros, casada com Fernando de Vasconcelos.[4]

- Do seu casamento com Genebra Pessanha, filha de Carlos Pessanha, 6.º almirante de Portugal, não houve descendência.

Além de sua descendência legítima, ainda teve os seguintes filhos:
- De mulher desconhecida:
  - Inês de Meneses, casou com Gonçalo Nunes Barreto, 1.º senhor do Morgado da Quarteira.

- Com Isabel Domingues, a Pixegueira, teve os seguintes filhos:
  - Duarte de Meneses, Conde de Viana, primeiro capitão de Alcácer-Ceguer, pai do bispo de Évora Garcia de Meneses;
  - Aldonça de Meneses, casou com Rui Nogueira (? - 1432), que sucedeu no morgado de São Lourenço e alcaidaria-mor de Lisboa a seu pai Afonso Anes Nogueira (c. 1347 - 1426). Sem descendência;[5]
  - Isabel de Meneses, casou com Rui Gomes da Silva, 1.º alcaide de Campo Maior.

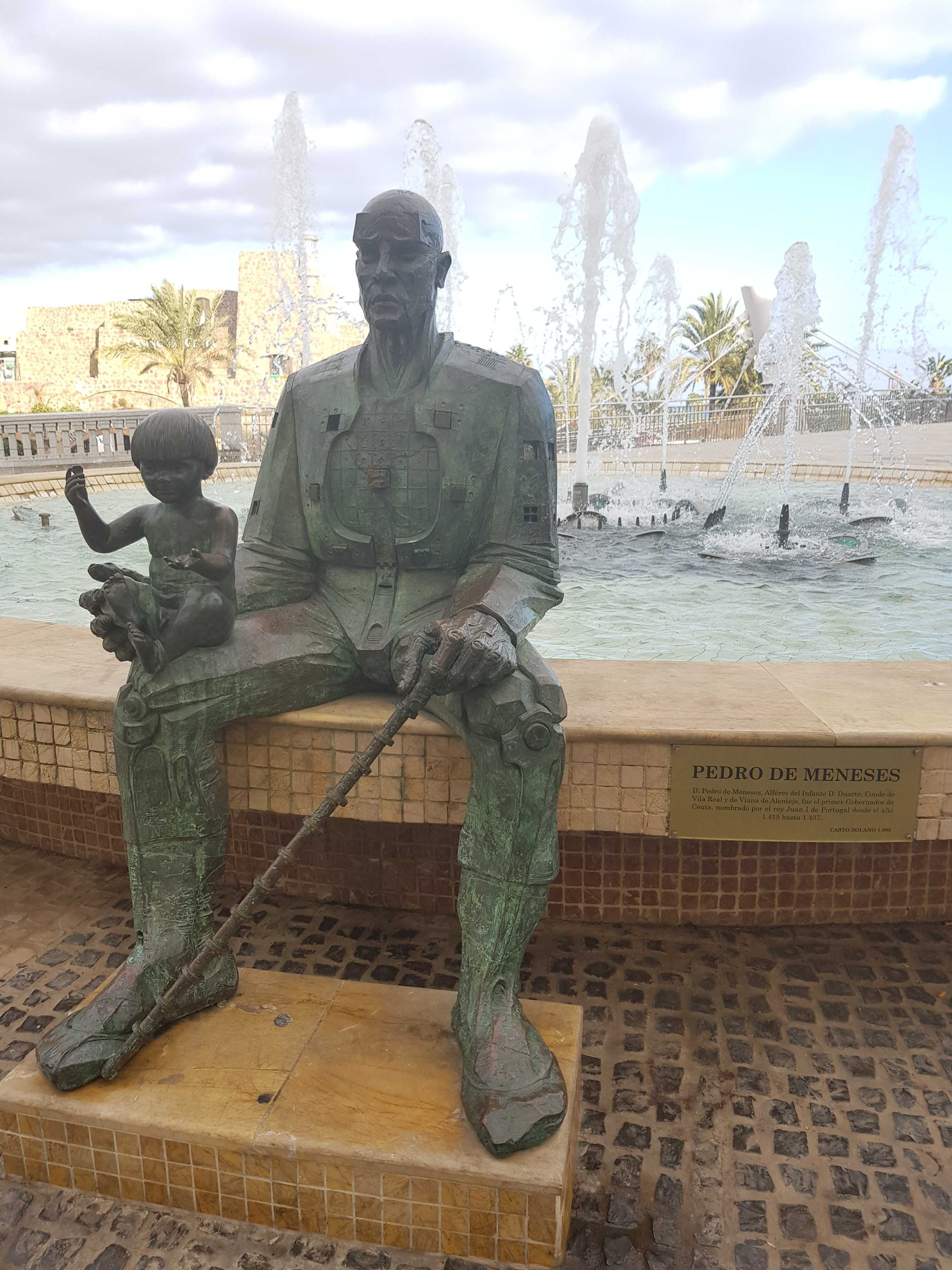
A escultura de Pedro de Meneses em Ceuta

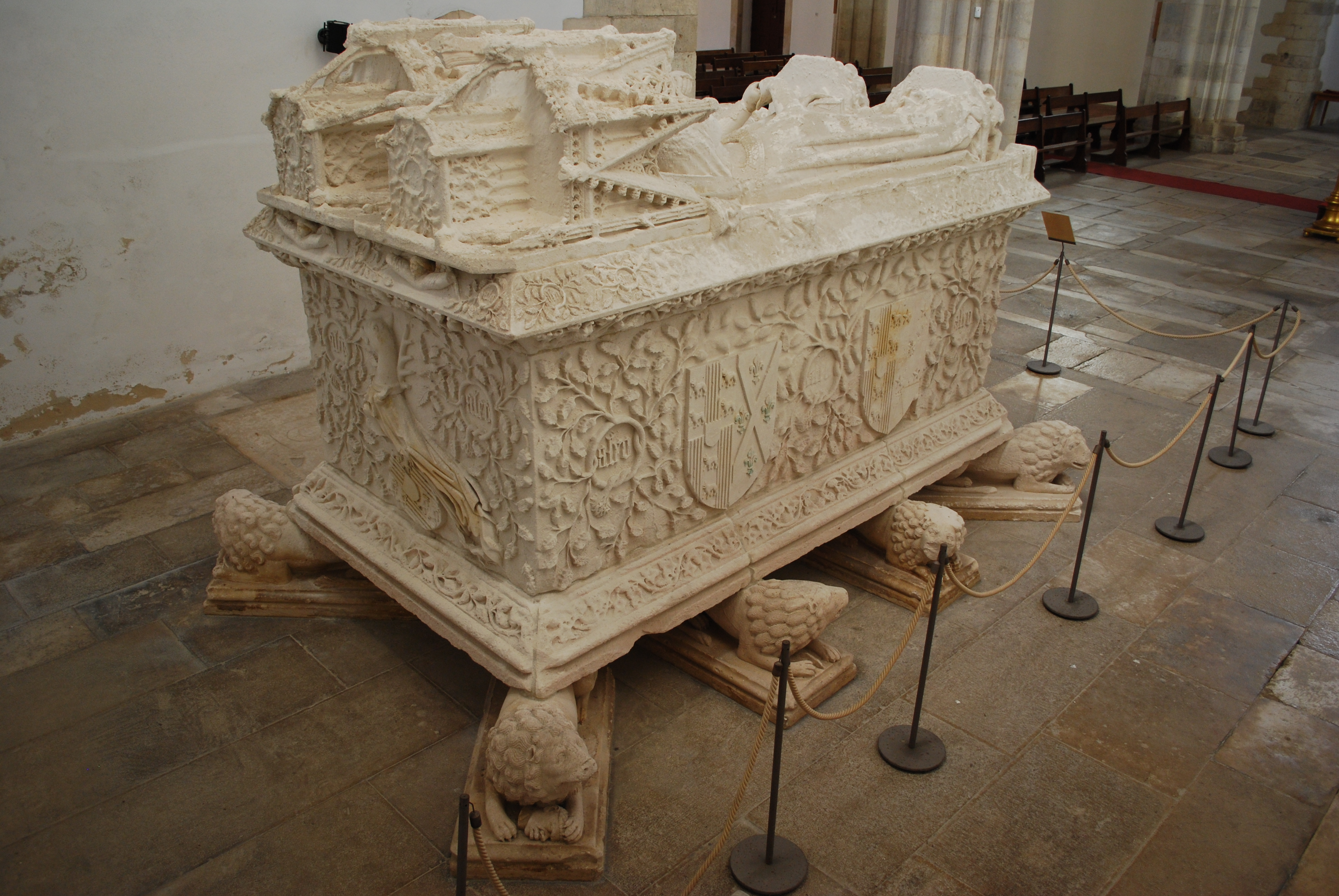
Tumba de Pedro de Menezes, Igreja da Graça (Santarém), Portugal